# Sven-Erik Olsson
Sven-Erik Olsson, född 7 juli 1923 i Pärnu i Estland, död 7 mars 1985, var en svensk Oberscharführer (sergeant) i Waffen-SS under andra världskriget.

## Biografi
Sven-Erik Olsson var född i Pärnu och gick i tysk skola från sju års ålder och under sin barndom var han även medlem i en balttysk ungdomsorganisation i Estland. Han anslöt sig till Waffen-SS 1939, vid 16 års ålder. Efter sitt inträde i Waffen-SS gick han under utbildning i 16. Totenkopf-Rekrutenstandarte, en form av grundutbildningsförband. I mitten av september 1940 deltog han för första gången i strider nära den nederländska kusten och blev befordrad till SS-Sturmmann i juni året därpå. Olsson tjänstgjorde i 10. SS-Panzer-Division ”Frundsberg” som personlig signalist åt divisionschefen Heinz Harmel och mottog under kriget järnkorset av båda klasserna såväl som Tyska Korset i guld och är därmed den svensk i Waffen-SS som mottagit den högsta utmärkelsen.
Efter kriget flyttade han till Sverige och arbetade bland annat som datorspecialist på ett försäkringsbolag. Han avled 1985 i sviterna av hjärtsjukdom under en semester i Schweiz och är gravsatt i minneslunden på Skogskyrkogården i Stockholm.

## Utmärkelser
- Tyska korset i guld 20 april 1945.
- Järnkorset av första klassen.
- Järnkorset av andra klassen.